# Firmenrad
Die Begriffe Firmenrad, Betriebsrad oder Dienstrad beschreiben ein Fahrrad, das der Arbeitgeber dem Arbeitnehmer zur Verfügung stellt. Das Modell ähnelt dem des Firmenwagens. Für die steuerliche Behandlung eines Dienstrades nutzt das Bundesfinanzministerium den Begriff betriebliches Fahrrad.

## Prinzip
Die Diensträder werden in der Regel vom Arbeitgeber geleast und dem Arbeitnehmer gegen Entgeltverzicht (Entgeltumwandlung) zur Nutzung überlassen. Der Wert der Privatnutzung wird bei einer erstmaligen Überlassung nach dem 31. Dezember 2018 und vor dem 1. Januar 2022 mit 0,5 % des inländischen Brutto-Listenpreises zum Zeitpunkt der Erstanschaffung angesetzt. Für vor dem 1. Januar 2019 überlassene Fahrräder bleibt es bei der 1-%-Regel analog zu Firmenwagen. Übernimmt der Arbeitgeber die Aufwendungen für ein Firmenrad (bis 25 km/h) zusätzlich zum ohnehin geschuldeten Arbeitslohn, ist der Sachbezug ab dem 1. Januar 2019 bis zum 31. Dezember 2030 steuerfrei (§ 3 Nr. 37 EStG).

## Argumente für das Firmenrad
Für die Unternehmen ergeben sich Vorteile durch einen geringeren Krankenstand, da die Belegschaft durch mehr Bewegung tendenziell gesünder ist. Daneben steigt das Sozialprestige des Unternehmens als Förderer umweltfreundlicher Fortbewegungsarten. Zudem erfordern Fahrradparkplätze deutlich weniger Platz als PKW-Parkplätze. Für den Arbeitnehmer ergeben sich durch die Besteuerung in der Regel steuerliche Vorteile. Teilweise werden über den Arbeitgeber auch Versicherung und Wartungsverträge abgeschlossen, was günstiger als der Abschluss von Einzelverträgen durch den Mitarbeiter ist.

## Steuerlicher Vorteil
In Deutschland war eine Privatnutzung der Firmenräder aus steuerlichen Gründen bis Ende 2011 in den meisten Unternehmen ausgeschlossen. Die Entscheidung der obersten Finanzbehörden des Bundes und der Länder vom 23. November 2012, die Überlassung eines Firmenrades an Arbeitnehmer steuerlich der Überlassung von Kraftfahrzeugen anzugleichen, hat dem Fahrradleasing einen Boom beschert. Seitdem bieten immer mehr Unternehmen ihren Mitarbeitern ein Dienstrad an, überwiegend im Rahmen einer Gehaltsumwandlung. Dabei verzichtet der Mitarbeiter in Höhe der Leasingraten, die der Arbeitgeber zahlt, auf zukünftige Gehaltsansprüche. Seit dem 13. März 2019 ist das Dienstfahrrad nochmals begünstigt worden durch einen Erlass des Bundesfinanzministeriums.

## Steuerliche Risiken
Die steuerlichen Risiken, die für den Arbeitgeber bei Vertragsgestaltungen mit Gehaltsumwandlung bestehen, wurden lange Zeit unterschätzt. Kritiker weisen schon seit längerer Zeit darauf hin, dass einige der von Leasinggebern angebotenen Vertragsgestaltungen gegen die steuerlichen Regeln verstoßen. Das betrifft insbesondere den niedrigen Kaufpreis, zu dem die Arbeitnehmer das Firmenfahrrad am Ende der Leasingdauer erwerben können. Eine solche Vertragsgestaltung kann dazu führen, dass der Arbeitnehmer – bei wirtschaftlicher Betrachtung – zum eigentlichen Leasingnehmer (statt des Arbeitgebers) oder sogar zum wirtschaftlichen Eigentümer (statt des Leasinggebers) wird. In beiden Fällen handelt es sich nicht mehr um eine Fahrzeugüberlassung, die lohnsteuerlich mit 1 % des Brutto-Listenpreises zu bewerten ist. Stattdessen werden die Leasingraten, die der Arbeitgeber an die Leasinggesellschaft gezahlt hat, als Netto-Lohnzufluss bewertet. Auf Grundlage des Netto-Lohns ist der Brutto-Lohn zu ermitteln. Die darauf entfallenden Steuern und Abgaben sind vom Arbeitgeber nachzuentrichten. Die als Vorsteuer geltend gemachte Umsatzsteuer ist zu erstatten.
Inzwischen haben die obersten Finanzbehörden der Länder gemeinsam mit dem Bundesfinanzministerium reagiert und den Zeitwert eines Firmenfahrrads nach 36 Monaten mit 40 % des ursprünglichen Brutto-Listenpreises (UPE) festgelegt, sofern kein Wertgutachten existiert. Die Leasinggeber raten ihren Kunden, auf ein solches Wertgutachten zu verzichten. Bei einem Zeitwert von 40 % der UPE und einem vertraglichen Restwert von 10 % der UPE muss der Kaufpreis mindestens 17,5 % der UPE betragen, wenn der Leasinggeber das Fahrrad an den Arbeitnehmer des Leasingnehmers verkauft. Die 7,5 % entsprechen 25 % des möglichen Mehrerlöses von 30 % (40 % Zeitwert abzgl. 10 % vertraglichem Restwert). Verzichtet der Leasinggeber auf diese „Wertsteigerungschance“, ist er gemäß Leasing-Erlass nicht als wirtschaftlicher Eigentümer anzuerkennen, stattdessen wird der Arbeitgeber oder sogar der Arbeitnehmer zum wirtschaftlichen Eigentümer. Unabhängig davon, ob Leasinggeber oder Leasingnehmer wirtschaftlicher Eigentümer ist, muss der Preisvorteil (gegenüber dem Zeitwert von 40 % der UPE) in jedem Fall als Lohnzufluss versteuert und in der Sozialversicherung verbeitragt werden. Von dem „Steuervorteil“ bleibt nicht viel übrig.

## Firmenrad für Selbstständige
Auch Selbstständige, Freiberufler und Gewerbetreibende können Firmenräder mit Steuervorteil beziehen. Neuerdings müssen sie den privaten Nutzungsanteil geleaster Firmenbikes nicht mehr versteuern. Auf die Privatentnahme muss jedoch weiterhin Umsatzsteuer entrichtet werden. Die Leasingraten können als Betriebsausgaben abgesetzt werden. Die Neuregelung gilt ab 1. Januar 2019 für Fahrräder und Pedelecs, also E-Bikes mit elektrischer Motorunterstützung bis 25 km/h, die dem Betriebsvermögen zuzuordnen sind und ist zunächst bis zum 31. Dezember 2021 befristet (siehe EStG § 6 Abs. 1 Nr. 4, neue Fassung).
Selbstständige, Freiberufler und Gewerbetreibende, die ein S-Pedelec als Firmenrad leasen, werden ebenfalls steuerlich begünstigt, denn die Bemessungsgrundlage für die Versteuerung des geldwerten Vorteils wird seit 1. Januar 2019 halbiert (siehe EStG § 6 Abs. 1 Nr. 4, neue Fassung). Dies gilt für die gesamte Leasinglaufzeit, sofern der Vertrag bis zum 31. Dezember 2021 abgeschlossen wurde.

## Tarifgebundene Unternehmen
Der seit dem 16. Juli 2022 geltende Flächentarifvertrag der IG Metall Küste und Nordmetall lässt nun auch die Nutzung eines Firmenrads per Gehaltsumwandlung zu. Die Tarifverträge der norddeutschen Metall- und Elektroindustrie gelten für etwa 130.000 Beschäftigte in Hamburg, Schleswig-Holstein, Mecklenburg-Vorpommern, Bremen und dem nordwestlichen Niedersachsen. Bereits im Frühjahr 2022 hat die IG Metall Baden-Württemberg als Vorreiter die Tarifverträge für die Nutzung eines Dienstrads per Gehaltsumwandlung geöffnet. Das umfasst mehr als 2.000 dort ansässige Industrie- und Handwerksbetriebe. Auf die entsprechenden Rahmenregelungen haben sich die Vertragspartner in einem „Tarifvertrag zur betrieblichen Möglichkeit der Überlassung von Leasing-Fahrrädern im Wege einer freiwilligen Entgeltumwandlung“ geeinigt.

## Preis
Der Allgemeine Deutsche Fahrrad-Club, der Regionalverband Frankfurt/Rhein-Main und der Zweckverband Raum Kassel vergeben jährlich einen Bike-and-Business-Award.